# Hrastnik község
Hrastnik község (szlovén nyelven: Občina Hrastnik) Szlovénia 212 alapfokú közigazgatási egységének, azaz községének egyike a Zasavska statisztikai régióban. A terület a történelmi alsó-stájerországi régió része. A község székhelye Hrastnik város. Lakosainak száma 9139 fő (2020. július 1.).
A Száva folyó egy kisebb bal parti mellékfolyójának völgyében fekvő terület gazdag szénlelőhelyeiről ismert. A szénbányászat 1804-ben kezdődött a területen. A környező csúcsok közül a magasabbak a a Kum-hegy (1220 m), a Mrzlica-hegy (1122 m) és a Kopitnik-hegy (910 m). A Kopitnik környéke természetvédelmi terület.

## A község települései
A községhez Hrastnik székhelyen kívül a következő települések tartoznak:
- Boben
- Brdce
- Brnica
- Čeče
- Dol pri Hrastniku
- Gore
- Kal
- Kovk
- Krištandol
- Krnice
- Marno
- Plesko
- Podkraj
- Prapretno pri Hrastniku
- Šavna Peč
- Studence
- Turje
- Unično

## Népesség
| Lakosok száma | 10 155 | 10 120 | 9959 | 9833 | 9647 | 9350 | 9314 | 9210 | 9140 | 9139 |
|               | 2008   | 2009   | 2011 | 2012 | 2013 | 2015 | 2016 | 2017 | 2019 | 2020 |